# Miss Grand South Africa 2015
Miss Grand South Africa 2015 fue la 1° edición del certamen Miss Grand South Africa que se realizó el 11 de septiembre de 2015 en la ciudad de Johannesburgo, Provincia de Gauteng. En aras de preparar a la ganadora que representará al Sudáfrica en el concurso Miss Grand Internacional 2015. La ganadora del primer concurso Miss Grand South Africa es Lenie Maggy Pieterse de la Provincia del Estado Libre y representó a Sudáfrica en Miss Grand Internacional 2015 en Bangkok, Tailandia, pero no se clasificó.
En el mismo escenario, Rina van Schalkwyk también fue coronada como Mrs. Grand South Africa 2016 y representó a su país de origen en la Mrs. Universal 2017, que terminó como tercera finalista.

## Resultados

### Colocación
| Posiciones                   | Candidata                           |
| Miss Grand South Africa 2015 | Estado Libre – Lenie Maggy Pieterse |
| Primera Finalista            | Cabo Oriental – Danielle Leach      |
| Mrs Grand South Africa 2016  | Limpopo – Rina van Schalkwyk        |